# Жофруа Отвільський
Жофруа Отвільський (лат. Gaufridus De Altavilla, фр. Godefroi de Hauteville, італ. Goffredo d'Altavilla; помер між 1059 і 1071 роками) — нормандський військовий очільник і граф Капітанату в нормандській Південній Італії. Один зі старших синів Танкреда Отвільського від його першої дружини Муріелли.

## Порядок народження
Гоффредо Малатерра вказує Жофруа як четвертого сина Танкреда від Муріелли. Натомість, «Аннали» Ромуальда Гуарни показують його як другого сина. Зрештою, Ордерік Віталіс записує, що Жофруа успадкував майно свого батька, що свідчить про те, що він був старшим сином. Схоже, це помилка з боку Ордеріка, оскільки саме Серло, а не Жофруа, залишився в Нормандії та успадкував володіння Танкреда. З іншого боку вказівка Ордеріка може свідчити про можливу зміну плану в останню хвилину через вбивство, яке змусило Серло втекти до Бретані, позбавивши його можливості успадкувати землі батька та зробивши Жофруа наступним у черзі. Якщо це так, то Жофруа справді є другим сином Танкреда від Муріелли, як зафіксовано Ромуальдом Гуарною.

## Біографія
Жофруа прибув до Південної Італії близько 1053 року разом зі своїми зведеними братами Може та Вільгельмом. Коли Може помер, його ленні маєтки перейшли до Вільгельма, який, у свою чергу, подарував їх Жофруа. Таким чином, Жофруа став графом Капітанату.
У 1059 році Жофруа попросив свого молодшого брата, Роберта Гвіскара, допомогти йому придушити повстання, що виникло в регіоні Тетій (в Абруццо). Роберт, у свою чергу, попросив їхнього молодшого брата, Рожера Сицилійського, також допомогти їм; разом Роберт і Роджер мобілізували свої армії та допомогли Жофруа захопити бунтівну фортецю Гільмі (Гільїмакум). Вони захопили в полон командира фортеці, певного Волтера, разом з його сестрою. Волтеру викололи очі, щоб запобігти повторному бунту.
Гоффредо Малатерра записує, що після взяття фортеці Гільмі Жофруа загинув у битві поблизу К'єті. У «Короткій нормандській хроніці» записано, що «граф Жофруа» помер у 1063 році. Однак ця інформація не є достовірною, оскільки в той період були різні графи на ім'я Жофруа, тому ми не можемо точно знати, про кого з них йдеться в літописі. Безперечно, що Жофруа Отвільський помер до 1071 року.

## Родина
Від шлюбу, що відбувся в Нормандії, у Джеффрі було четверо синів:
- Роберт I, граф Лорітелло
- Ральф, граф Катандзаро
- Дрого (на прізвисько Тассо)
- Вільям, від якого походить Родина Россо[it][6]

На півдні Італії Джеффрі одружився з племінницею Гваймара IV Салернського (і дочкою Пандульфа Капаччо) на ім'я Теодора. У цьому другому шлюбі народився син:
- Танкред.

Різні джерела також стверджують, що від «Жофруа, одного із синів Танкреда» походить рід Аварна. Однак сини Жофруа в цих джерелах описуються як графи Марсіко. Таким чином, ймовірно, що джерела помиляються, коли говорять про сина Танкреда, і що насправді вони мають на увазі Жофруа, графа Рагузи, а не цього Жофруа, як предка родини Аварна.